# Årseld

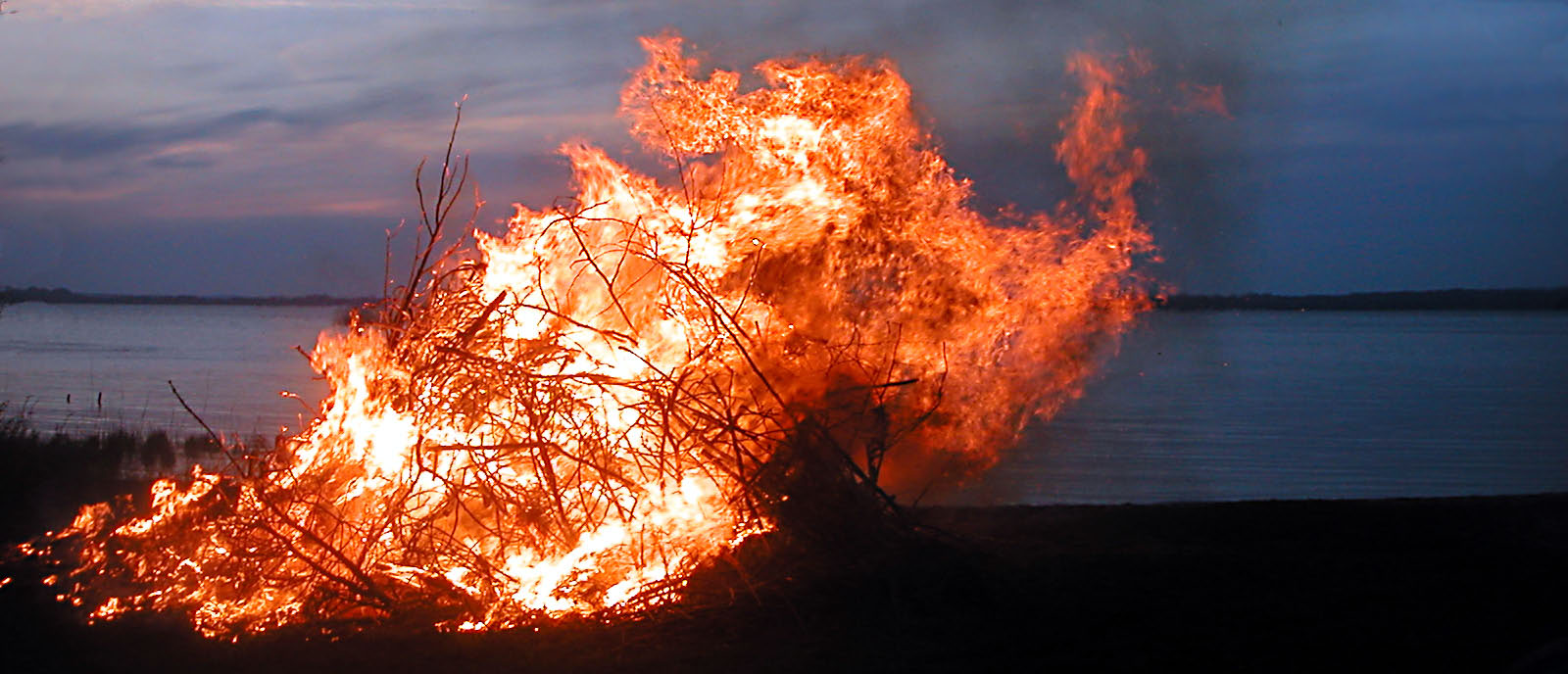
Valborgsmässoeld i Ringsjö, Sverige.

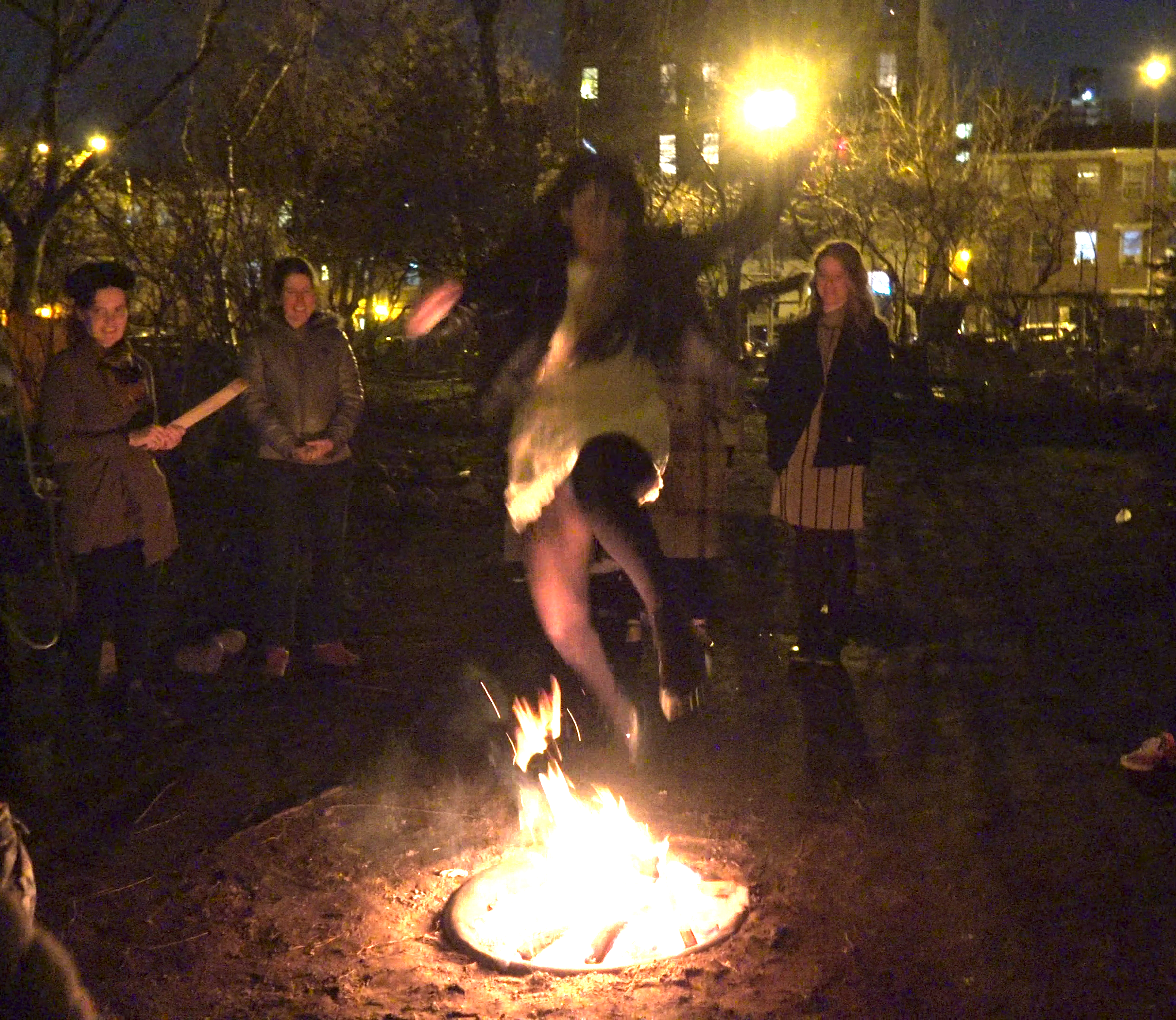
Eldfesten som firas i New York.

Årseldar är en gammal tradition att vid speciella högtider göra en brasa eller ett större bål utomhus. Ofta finns det kopplingar till äldre tiders, eller i delar av världen fortfarande samtida, boskapsskötsel och åkerbruk, då eldarna hade, eller har en funktion utöver det ceremoniella. Exempel på årseldar är fastlagseldar, påskbrasor, majbrasor, midsommareldar, Sankt Hans-bål, Peregrinuseldar, Kristi himmelsfärdsbål, kekrieldar, eldfesten Chaharshanbe Suri och nyårseldar.
Högtidseldar har bränts på olika håll i Europa och Asien i samband med årscykelbundna bemärkelsedagar, kalendariska festdagar och brytpunkter, och härstammar från förkristen tid. Braseldar har förknippats med föreställningar kopplade till skördeåret och brasor har eldats på åkrar i tron om att röken och askan som spreds skulle ge bra tillväxt. Därutöver har brasorna, så kallade fördrivningseldar, förknippats med tron att de kan jaga bort det onda, som exempelvis häxor.